# Lit Up
«Lit Up» es una canción de la banda de hard rock Buckcherry, lanzado como el primer sencillo del grupo, de su álbum debut, Buckcherry. La canción trata sobre la adicción a la cocaína. La canción alcanzó el puesto número 1 a mediados de 1999 en el Mainstream Rock Tracks durante tres semanas y 33 # en el Modern Rock Tracks. A pesar de su gran éxito, no pudo estar en el Billboard Hot 100. Se clasificó # 98 en la lista de VH1 las 100 mejores canciones de Hard Rock en enero de 2009. El riff principal de la canción ha sido comparada con la canción de Kiss, «Shock Me». En el año 2000, la canción recibió una nominación al Premio Grammy a la mejor interpretación de hard rock.

## Lista de canciones
| Vinilo de 7" |                         |          |  |
| N.º          | Título                  | Duración |  |
| 1.           | «Lit Up»                | 3:35     |  |
| 2.           | «Late Nights In Voodoo» | 4:49     |  |

## Posicionamiento en listas
| País           | Lista (1999)                | Mejor posición |
| -------------- | --------------------------- | -------------- |
| Canadá         | RPM Rock Report             | 1              |
| Estados Unidos | Modern Rock Tracks          | 33             |
| Estados Unidos | Mainstream Rock Tracks      | 1              |
| Reino Unido    | The Official Charts Company | 103            |

### Sucesión en listas
| Anterior: «Heavy» de Collective Soul | Mainstream Rock Tracks — Sencillo Nro 1 5 de junio de 1999 — 25 de junio de 1999 | Siguiente: «Promises» de Def Leppard |